# Praha XIV

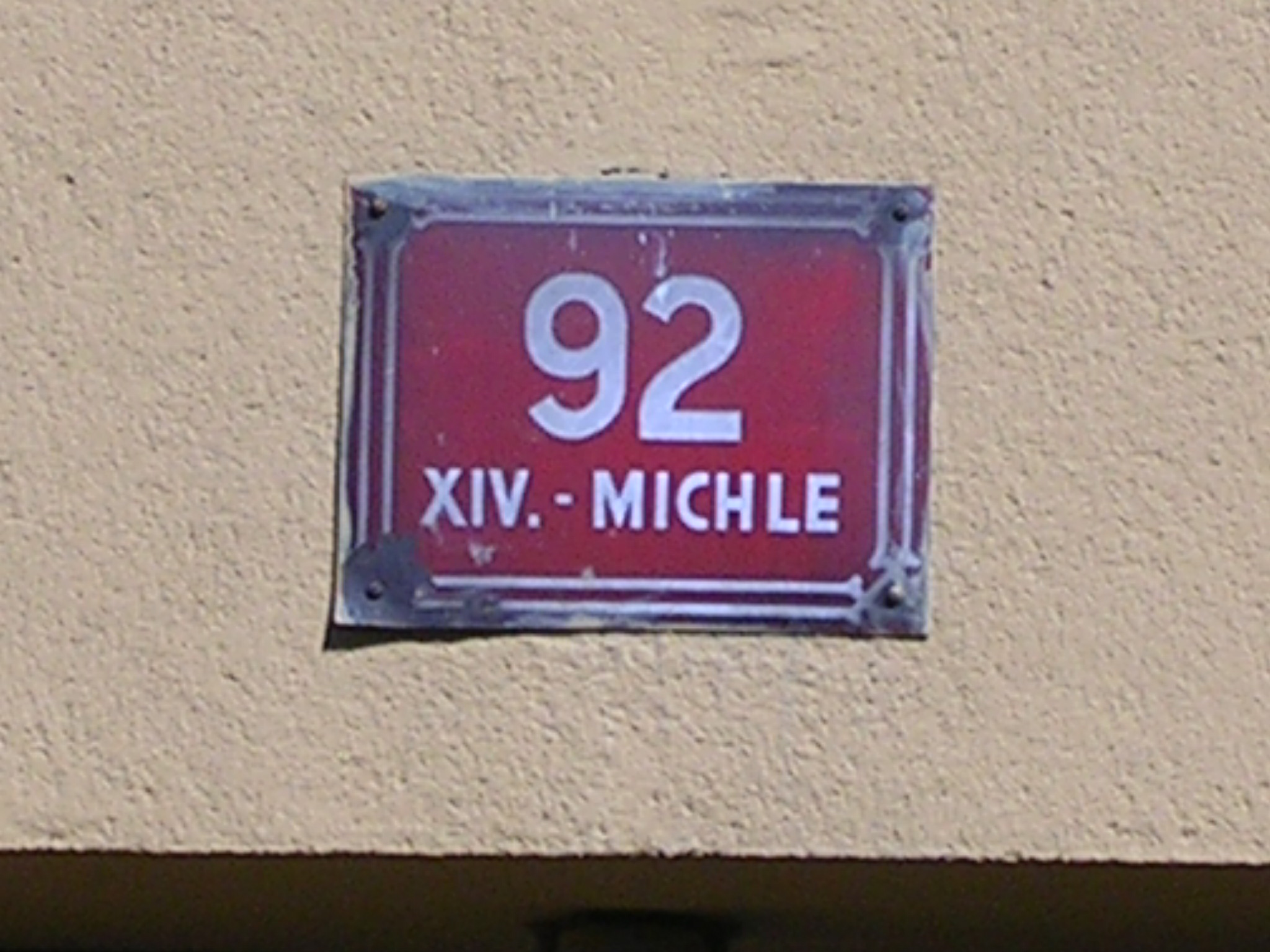
Dochované číslo popisné 92 na domu č. o. 10 v Elektrárenské ulici

Praha XIV byl jako volební obvod Velké Prahy vymezený vládním nařízením č. 7/1923 Sb. s účinností ode dne vyhlášení 17. ledna 1923. Vládní nařízení 187/1947 Sb, účinné od 14. listopadu 1947, ponechalo rozsah obvodu stejný, určilo jej však i obvodem pro státní správu a název obvodu se rozšířil o název sídelní čtvrti obvodu, tedy na Praha XIV – Nusle. 
Obvod zahrnoval území dřívějšího města Nusle (včetně Pankráce) a katastrální území čtvrtí Michle a Krč. Všechna tato území byla k Praze připojena 1. ledna 1922 na základě zákona č. 114/1920 Sb. z. a n. z dosavadního vinohradského a nuselského okresu, který současně zanikl. 
Obvod byl zrušen k 1. dubnu 1949, kdy byla Praha vládním nařízením č. 79/1949 Sb. rozčleněna novou správní reformou na 16 městských obvodů číslovaných arabskými číslicemi. Části Nuslí, Michle a Krče (z původního okresu Nusle) se staly základem nového obvodu Praha 14, část Krče (z původního okresu královské Vinohrady) připadla obvodu Praha 15, část Michle obvodu Praha 13, část Nuslí obvodu Praha 2. Od 11. dubna 1960 zákon č. 36/1960 Sb. vymezil v Praze 10 obvodů, přičemž Krč, část Michle a část Nuslí připadly společně do obvodu Praha 4, část Nuslí (Nuselské údolí) do obvodu Praha 2 a Bohdalec do obvodu Praha 10. Zákon č. 418/1990 Sb., o hlavním městě Praze, s účinností od 24. listopadu 1990 a poté znovu Statut hlavního města Prahy (vyhláška hl. m. Prahy č. 55/2000 Sb. HMP) s účinností od 1. července 2001 zařadily tyto čtvrti stejným způsobem do nově ustanovených městských částí: většinu do městské části Praha 4, pouze část Nuslí (Nuselské údolí) do městské části Praha 2 a část Michle (Bohdalec) do městské části Praha 10. 